# Medalla de la Reina de Sud-àfrica 1899-1902
La Medalla de la Reina de Sud-àfrica 1899-1902 (anglès: Queen's South Africa Medal o QSA) era una medalla de campanya atorgada a tot el personal militar que va servir a Sud-àfrica durant la Guerra Bòer, entre l'11 d'octubre de 1899 i el 31 de maig de 1902. S'incloïen tropes de l'Exèrcit britànic, la Royal Navy, i tropes colonials d'Austràlia, Canadà, Nova Zelanda, l'Índia i Sud-àfrica; així com als civils ocupats en tasques oficials i corresponsals de guerra.
Aquesta medalla va ser atorgada a tots aquells que van servir a la guerra fins al final de la guerra al maig de 1902.
Es van atorgar medalles en bronze al personal auxiliar (incloent indis), si bé se'ls va atorgar algunes medalles en plata.

## Barres
Es van crear 26 barres per a les accions de la Segona Guerra Boer. Les Barres d'Estat van ser atorgades pel servei en aquell estat en què no hi havia una barra específica de "Batalla", relativa a una acció concreta.

### Barres d'Estat
- Cape Colony - 11 d'octubre de 1899 – 31 de maig de 1902
- Natal - 11 d'octubre de 1899 i 11 de juny de 1900
- Rhodesia - 11 d'octubre de 1899 - 17 de maig de 1900
- Orange Free State - 28 de febrer de 1900 - 31 de maig de 1902
- Transvaal - 24 de maig de 1900 i 31 de maig de 1902
- South Africa 1901 – Atorgada a aquells que no eren elegibles per rebre la Medalla del Rei, tot i que havien servit al front entre l'1 de gener i el 31 de desembre de 1901.
- South Africa 1902 – Atorgada a aquells que no eren elegibles per rebre la Medalla del Rei, tot i que havien servit al front entre l'1 de gener i el 31 de maig de 1902.

### Barres de Batalla
- Defence of Mafeking - 13 d'octubre de 1899 - 17 de maig de 1900 (Cape Colony)
- Defence of Kimberley - 15 d'octubre de 1899 - 15 de febrer de 1900 (Cape Colony)
- Talana - 20 d'octubre de 1899 (Natal)
- Elands-Laagte - 21 d'octubre de 1899 (Natal)
- Defence of Ladysmith - 3 de novembre de 1899 - 28 de febrer de 1900 (Natal)
- Belmont - 23 de novembre de 1899 (Cape Colony)
- Modder River - 28 de novembre de 1899 (Cape Colony)
- Relief of Ladysmith - 15 de desembre de 1899 - 28 de febrer de 1900 (Natal)
- Tugela Heights - 12-27 de febrer de 1900 (Natal)
- Relief of Kimberley - 15 de febrer de 1900 (Cape Colony)
- Paardeberg - 17-26 de febrer de 1900 (Orange Free State)
- Driefontein – 10 de març de 1900 – Atorgada a les tropes que, servint amb el Quarter General de l'Exèrcit i la columna del Tinent General French van avançar des de Popular Grove el 10 de març de 1900 (Orange Free State)
- Wepener - 9-25 d'abril de 1900 (Orange Free State)
- Relief of Mafeking - 17 de maig de 1900 (Cape Colony)
- Johannesburg – Atorgada a les tropes que, el 29 de maig de 1900, estaven al nord d'una línia a través de Klip River Station i a l'est d'una línia a través de Krugersdorp Station (Trans).
- Diamond Hill - 11-12 de juny de 1900 (Trans)
- Wittebergen - 1-29 de juliol de 1900 (Orange Free State)
- Belfast – Atorgada a les tropes que, el 26 i 27 d'agost de 1900, estaven a l'est d'una línia vertical a través de Wonderfonein, a l'oest d'una línia vertical a través de Dalmanutha Station, i al nord d'una línia horitzontal a través de Carolina (Trans)
- Laing's Nek - 12 de juny de 1901 (Natal)

## Disseny
Una medalla de plata de 36mm de diàmetre. A l'anvers apareix l'efígie de la Reina Victòria mirant a l'esquerra, amb una petita corona i vel, amb la inscripció «Victoria Regina et Imperatrix». Al revers apareix Britannia mirant a la dreta, amb l'estendard reial. Té la mà dreta aixecada amb una branca de llorer. A la dreta apareixen soldats britànics marxant cap a la costa. Al fons hi ha els vaixells de la Royal Navy, i al seu peu hi ha l'escut de la Unió que descansa amb una palma i un trident. A la part superior dreta, al costat de la mà hi apareix la inscripció South Africa. Penja d'una cinta de 32mm d'ample, composta de 5 franges: vermell, blau fosc, taronja, blau fosc i vermell, totes elles de 5mm, i la taronja és de 10mm.
Les primeres edicions de les medalles portaven les dates 1899-1900, però van ser retirades quan la guerra s'estengué a més enllà del 1900.